# Battambang Airport
Battambang Airport är en flygplats i Kambodja. Den ligger i den västra delen av landet, 250 km nordväst om huvudstaden Phnom Penh. Battambang Airport ligger 18 meter över havet.
Terrängen runt Battambang Airport är mycket platt. Runt Battambang Airport är det tätbefolkat, med 411 invånare per kvadratkilometer. Närmaste större samhälle är Battambang, 3,0 km väster om Battambang Airport. Omgivningarna runt Battambang Airport är en mosaik av jordbruksmark och naturlig växtlighet.